# Алпатов Олександр Опанасович
Олександр Опанасович Алпатов (7 березня 1927, Луганське — 10 жовтня 2006, Донецьк) — радянський футболіст, що грав на позиції півзахисника. По завершенні ігрової кар'єри — футбольний тренер та функціонер. Майстер спорту СРСР (1957).

## Ігрова кар'єра
Вихованець луганського футболу. У футбол починав грати 1943 року за команду заводу імені Жовтневої революції. У 1943–1946 роках виступав за місцевий «Дзержинець», звідки молодого півзахисника запросили в «Динамо» (Ворошиловград) де він провів три сезони.
1949 року Алпатов переїхав у Київ, де нетривалий час виступав за місцевий «Спартак», після чого отримав запрошення в київське «Динамо», де став основним гравцем середньої лінії команди, відігравши в сезоні 1950 року 29 поєдинків, в яких забив два голи.
Але в 1951 році покинув динамівський колектив, перебравшись у «Шахтар» зі Сталіно (нині — Донецьк). У своєму першому ж сезоні за гірницький клуб став бронзовим призером чемпіонату СРСР. Надалі Алпатов був одним з лідерів команди 1950-х років. Всього за колектив із Сталіно Олександр відіграв вісім з половиною років, завершивши ігрову кар'єру в 1959 році.

## Кар'єра тренера
Повісивши бутси на цвях, Олександр Опанасович тренував горлівський «Шахтар» та «Хімік» з Сєвєродонецька.
У травні 1964 року був запрошений на посаду старшого тренера в луганську «Зорю», з якою працював до кінця сезону, після чого повернувся в Донецьк, де тренував місцеве «Динамо».
12 жовтня 1967 року Алпатов був призначений старшим тренером полтавського «Колоса», який виступав у класі «Б». У наступному сезоні, на прохання керівництва міста, команда була включена у 2 групу класу «А», передана під опіку обласного управління сільського будівництва і перейменована в «Сільбуд». Перед Алпатовим було поставлено завдання зберегти місце у другому за силою футбольному дивізіоні країни. Перед сезоном команда укомплектувалась досвідченими футболістами та у цілому досить успішно провела сезон, за одинадцять турів до закінчення першості, навіть претендувала на вихід у вищий дивізіон, але проваливши кінцівку чемпіонату, фінішувала на підсумковому 5 місці. З 1969 року полтавська команда знову змінила назву, ставши «Будівельником». Сезон підопічні Алпатова провели не рівно, у підсумку посівши 10 місце. Наступний, 1970 рік, почався для полтавців із трагедії. Повертаючись з тренувального збору, що проходив у Криму, автобус з командою потрапив в аварію, загинули водій і молодий футболіст Олександр Колесніков. Багато футболістів отримали травми і удари. Сезон полтавська команда почала невпевнено і до закінчення першого кола прийшла на 16 місці. У другому колі Олександра Алпатова на тренерському містку змінив Юрій Войнов.
Через півтора року, в серпні 1972, Олександр Опанасович повертається на посаду старшого тренера полтавського «Будівельника», змінивши на цьому посту того ж Войнова. Пропрацював з командою, яка в черговий раз змінила назву, знову ставши «Колосом», до липня 1973 року. Пізніше очолював «Локомотив» зі Жданова і горлівський «Шахтар».
З 1974 по 1986 роки, Олександр Опанасович Алпатов очолював Федерацію футболу Донецька.
Помер 10 жовтня 2006 року на 80-му році життя у місті Донецьк.

## Досягнення
- Бронзовий призер чемпіонату СРСР: (1951)
- Переможець першості СРСР у класі «Б»: (1954)
- У списках «33 найкращих» в СРСР: (№ 3-1951)